# 島津重年
島津重年（日语：／ Shimazu Shigetoshi，1729年3月10日—1755年7月24日），日本江戶時代中期大名，薩摩藩第七代藩主。
島津重年幼名善次郎，是第5代藩主島津繼豐的次子，出生在鹿兒島城，出生後不久就過繼給加治木島津家的當主島津久季作養子。1732年（享保17年）繼任加治木島津家第4代當主。1737年（元文2年）元服，取名久門。1738年（元文3年），加治木島津家與垂水島津家（當主島津貴儔）、重富島津家（當主島津忠紀）一起，列為一門家家格，加治木島津家位列第三。但久門在血統上與島津繼豐、兄長島津宗信最親近，因此成為宗信的假養子。
1749年（寬延2年），藩主島津宗信去世，無嗣。久們得到幕府的允許，回歸本家，繼任藩主之位。而加治木島津家的家督則由久門的長子島津久方（後改名島津重豪）繼承。同年接受將軍德川家重的偏諱，改名重年。
島津重年在任期間，於1750年（寬延3年）對批判藩政的實學派進行鎮壓，將用人皆吉續安等十人流放遠島。
1753年（寳曆3年），奉幕府執命開始對木曾三川進行分流，史稱寳曆治水事件。家老平田靱負擔任治水的總責任人，薩摩藩許多藩士參加了工事，花費了巨額費用，且殉職者八十餘名。1755年（寳曆5年），重年因病弱和心力交瘁去世，時年27歲。長子久方被迎回島津家，改名忠洪（後改名重豪），並繼任藩主。
| 島津重年        |                                        |                 |
| 前任： 島津久季 | 島津氏加治木家第四代當主 1732年—1749年 | 繼任： 島津久方 |
| 前任： 島津宗信 | 島津氏第二十四代當主 1749年—1755年     | 繼任： 島津重豪 |
| 前任： 島津宗信 | 薩摩藩第七代藩主 1749年—1755年         | 繼任： 島津重豪 |